# Leptomys
Leptomys é um gênero de roedores da família Muridae.

## Espécies
- Leptomys arfakensis Musser, Helgen & Lunde, 2008
- Leptomys elegans Thomas, 1897
- Leptomys ernstmayri Rümmler, 1932
- Leptomys paulus Musser, Helgen & Lunde, 2008
- Leptomys signatus Tate e Archbold, 1938